# Willem Canter

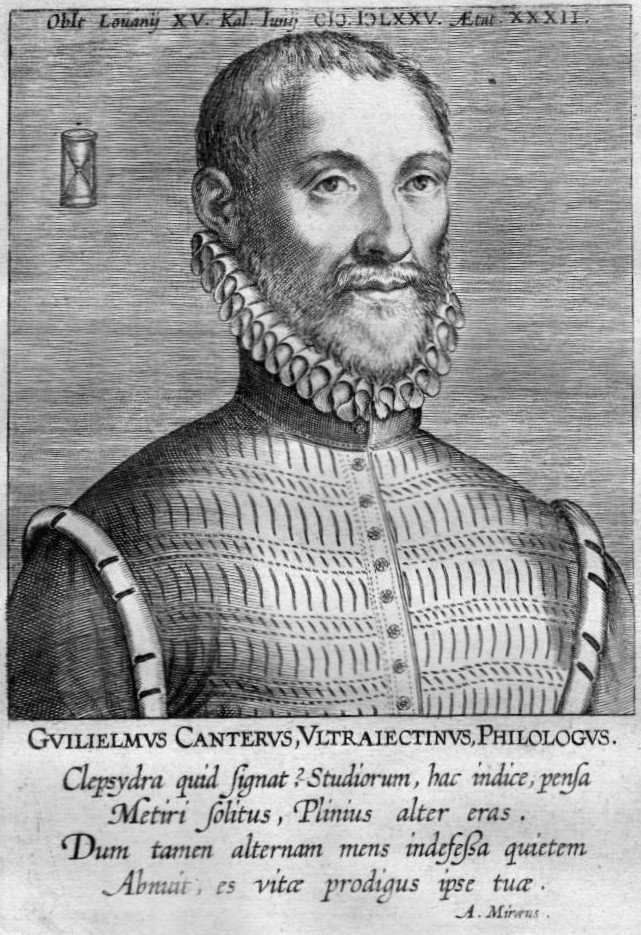
Retrato grabado imaginario de Willem Canter

Willem Canter o Wilhelm Kanter (Leeuwarden, 3 de agosto de 1542 - Lovaina, 15 de junio de 1575) fue un humanista y helenista holandés. Editó las Églogas de Estobeo y las tragedias de Eurípides, Sófocles y Esquilo y fue uno de los primeros en proponer un método racional de crítica textual.

## Biografía
De familia frisia acomodada, era hijo de un senador de Utrecht y hermano del jurista Theodore Canter (1545-1617). Estudió en Utrecht con el famoso humanista y dramaturgo Georgius Macropedius y luego, desde los doce años, en Lovaina. Desde la edad de 16 años, en 1558, viajó mucho para completar sus estudios: a Francia, Italia y Alemania; en París, con dieciocho años, estudió con Jean Dorat, del que fue discípulo junto a Fulvius Orsinus, Sigonius y Marc-Antoine Muret; también amistó allí con Joseph Justus Scaliger; tras dos años de viajes y haber conseguido un sobresaliente conocimiento del griego antiguo, se instaló en Lovaina.
Fue uno de los primeros filólogos que adoptaron reglas científicas para restaurar los textos transmitidos de los autores griegos y latinos, y, establecido en Lovaina, editó a los trágicos griegos usando esos métodos, que explicó en su Ratio emendandi (Basilea, 1566), una guía para la edición y la crítica textual; también tradujo discursos de Gorgias, Andócides y Lisias e imprimió su traducción latina de los de Elio Aristides. Por desgracia, falleció muy joven, a los treinta y tres años de tuberculosis; parte de sus ediciones críticas de trágicos griegos tuvo, pues, que imprimirse póstuma y dejó muchos trabajos inéditos e inacabados.

## Obras
- Novarum lectionum libri IV, Basilea, 1564 (la edición más completa es la de Amberes, 1571, seguida de su Syntagma de ratione emendandi graecos auctores).
- Syntagma de ratione emendandi graecos auctores, Basilea, 1566 y Amberes, 1571.
- Aristidis orationes, con traducción latina, Basilea, 1566
- Cassandra de Lycophron 1569
- Euripidis tragoediae XIX 1571
- Sophoclis tragoediae VII, 1579
- Aeschylus, 1580
- Fragmenta quaedam Ethica Pythagoreorum (Basilea, 1566 )
- Synesii orationes (Basilea, 1567)
- Notae et emendatio in Ciceronis epistolas ad familiares (Amberes, 1568)
- Notae in Ciceronem de officiis (Amberes, 1576)